# Perdita moabensis
Perdita moabensis är en biart som beskrevs av Timberlake 1971. Perdita moabensis ingår i släktet Perdita och familjen grävbin. Inga underarter finns listade i Catalogue of Life.